# Реквием Онлайн
Реквием Онлайн (англ. Requiem Online) — многопользовательская ролевая онлайн-игра в жанре хоррор MMORPG, разработанная корейской компанией Gravity Corporation, построенная на модели Free-to-play — абонентская плата за доступ к игре отсутствует, дополнительные игровые бонусы игрок может получить за реальные деньги.
Игра была разработана корейской компанией Gravity Corporation в 2007 году. В июне 2008 года были запущены игровые сервера в России и в США. В мае 2010 года был запущен отдельный сервер на Тайване.

## История
В глубокой древности в мире Этергии в мире и согласии обитало восемь различных рас. Конечно же, не обходилось без конфликтов и один из них и привел к глобальной войне. Эта война, в ходе которой было задействовано запретное оружие разрушительной силы, называющееся «Танатос» (англ. Tanatos), полностью изменила сложившийся мировой порядок.
«Танатос» полностью вышел из-под контроля своих создателей и привел к катастрофе, расколовшей прежде единый континент Этергии на несколько частей. Более половины жителей Этергии погибло. Все достижения предыдущих поколений были уничтожены, а города разрушены. Выжившим пришлось сражаться за своё место в этом новом, страшном мире.
Это время назвали Эпохой Хаоса, в которой само существование разумных рас в Этергии оказалось под угрозой. Мутировавшие после активации «Танатоса» монстры становились все свирепее и агрессивнее, они опустошали деревни и поселки. Немногим выжившим пришлось бежать в крупные города, ведь только крепкие стены и отважная городская стража могли удержать монстров.
В это страшное время ученые-иогенцы объявили о завершении работ над своим секретным проектом, призванным помочь умирающему миру. Используя улучшенные гены четырех выживших рас, они разработали специальных созданий, Темперионов (англ. Temperion), наделенных невероятной силой и выносливостью. Главной их задачей, по словам иогенцев, должно стать уничтожение монстров и защита жителей Этергии. Роль этих воинов-Темперионов и предстоит выполнять игрокам.

## Особенности игры

### Одержимость зверем
Когда вы находитесь в игре, у персонажа накапливается «энергия кровожадности». Данную энергию можно потратить на превращение в Зверя, наделенного повышенной силой и особыми умениями. У каждой из четырех рас своя собственная форма Зверя. Они отличаются между собой внешним видом и характеристиками. Также с повышением уровня зверя повышается его сила и его время действия.

### Ночной кошмар
В игре присутствует смена времени суток (игровые сутки равны двум часам реального времени). С 23:00 до 2:00 появляются ночные монстры. По сравнению с обычными они обладают повышенной силой и здоровьем, и шанс выпадения ценных предметов и количество опыта за их убийство также значительно выше.

### Система сражений
Война гильдий — одна гильдия может объявить войну другой гильдии. И если она принимает вызов, то члены обеих гильдий могут сражаться по всей территории игрового мира. Побеждая соперников гильдии зарабатывают «очки крови», на которые могут приобретать различные бонусы для своих членов, и с помощью которых гильдия продвигается в ранге.
PK — Player Kill (Убийство Игрока). На некоторых серверах активирована система PK, позволяющая игроку убить другого игрока практически в любой момент игры (нельзя убивать в некоторых локациях). При безнаказанном убийстве игрока (когда цель не сопротивляется) Вашему персонажу присваивается статус убийцы и прибавляется 1 очко PK, которое позволяет продвигаться в ранге убийц и получить определенные бонусы.
Арена — сражения групп игроков друг с другом на специально разработанных картах. Особенностью этих сражений является то, что в них одновременно принимают участие игроки с разных серверов. Цель игроков в таких битвах - захват и удержание контрольных точек или убийство враждебных игроков, в зависимости от типа арены. За битвы дают очки арен, которые потом можно потратить на покупку экипировки. Существует ранг арен, продвигаясь по которому можно получить определенные бонусы.

### Генная инженерия
Генная инженерия — это система усиления умений персонажа. Активация тех или иных генов позволяет усиливать различные навыки персонажа. Например, увеличить урон или радиус действия умения, уменьшить откат и каст умения.

### Подземелья и рейд-боссы
В игре существует система подземелий, в которые может попасть группа игроков. Данные зоны отделены от остального игрового мира, вход в них открываются индивидуально для отряда персонажей. Подземелья населены усиленными монстрами и в конце подземелья обычно находится специальный рейд-босс.
Наградой за убийство рейд-босса являются части редкой экипировки, предметы для усиления снаряжения, а также улучшенное оружие.

### Специфическая атмосфера
Игра является одним из немногих представителей жанра хоррор MMORPG и имеет рекомендованный возрастной рейтинг 16+. Игровой мир представляет собой смесь готической фэнтези, киберпанка и постапокалиптики. Во время сражения кровь обильно разбрызгивается, трупы убитых врагов разрываются на части и ошметки разлетаются по сторонам, благодаря игровому движку Havok. Дизайн монстров также выполнен в ужасающем стиле.

### Улучшение снаряжения
Усиление уровня — повышает основные параметры предмета (силу атаки, защиты и т. д.), а также уже существующие дополнительные свойства предмета (например, бонус к характеристикам персонажа). Какие именно свойства будут усилены — зависит от базового типа предмета (оружие, доспехи и пр.). Максимальный уровень «заточки» +30.
Усиление свойств — добавляет предмету новые свойства с помощью вставляемых в него специальных гамма-ксеонов. Какие именно свойства (сила атаки, скорость восстановление MP, сопротивление к магии и т. д.) и в каком размере будут добавлены — зависит от гамма-ксеона. Также усиление свойств оружия наделяет его особым визуальным эффектом в виде свечения, который проявляется ярче в зависимости от количества вставленных гамма-ксеонов. Максимальный уровень «гамления» 8/8 слотов.
Переработка — позволяет «разбить» ненужное снаряжение и прочие предметы, поддающиеся переработке на альфа-ксеоны, бета-ксеоны, уникальные материалы и другие. Альфа-ксеоны и  бета-ксеоны - элементы, которые в дальнейшем используются для усиления уровня, свойств и модификации.
Модификация - добавляет снаряжению дополнительные характеристики (или усиливает уже имеющиеся). Отличие от "Усиления свойств" заключается в том, что одновременно может быть добавлено (или усилено) сразу несколько характеристик.

## Игровые расы и классы
Реквием Онлайн позволяет игроку выбрать одну из 4 рас. Это Тураны, Бартуки, Круксена и Ксеноа. Для каждой расы доступны 6 уникальных классов (3 класса «физической» направленности и 3 «магической»). Начальный выбор класса происходит на этапе создания персонажа. По достижении 50 уровня игрок может сменить класс на один из двух более совершенных на выбор.

### Тураны
Тураны — одна из самых многочисленных рас Этергии. У представителей этой расы нет каких-либо ярко выраженных умений или способностей, их сила заключается в упорстве, выносливости и сплоченности. Превыше всего Тураны ценят справедливость и непредвзятость решений. Их стиль боя отличается легкостью и сбалансированностью движений, стремительностью действий и ударов.
| Ветвь развития | Первый класс             | Второй класс                                           |
| -------------- | ------------------------ | ------------------------------------------------------ |
| Физическая     | Воитель (англ. Defender) | Командор (англ. Commander) Протектор (англ. Protector) |
| Магическая     | Темплар (англ. Templar)  | Темпест (англ. Tempest) Радиант (англ. Radiant)        |

### Бартуки
Бартуки наделены огромной силой и мощью. Для представителей этой расы мир четко делится на черное и белое, врагов и друзей. Сила Бартуков заключается в сплоченности всей расы и простоте мышления. Однако в этом же заключается и их слабость. Бартуки смертельно ненавидят тех, кто выступает против них, однако все прощают людям, которые им помогают. Бартуки предпочитают не углубляться в религию и поиски правды. Они слепо следуют верованиям своих предков и оттого очень сильны в природной магии.
| Ветвь развития | Первый класс           | Второй класс                                       |
| -------------- | ---------------------- | -------------------------------------------------- |
| Физическая     | Варвар (англ. Warrior) | Берсерк (англ. Berserker) Вождь (англ. Warlord)    |
| Магическая     | Шаман (англ. Shaman)   | Заклинатель (англ. Forsaker) Мистик (англ. Mystic) |

### Круксена
Круксена — это искусственно созданная раса, предназначенная для убийства. Круксены безжалостны и хладнокровны по своей природе. Чтобы достичь своей цели, они готовы пойти на любые жертвы. Они предпочитают жить обособленно и не вступать в контакты с другими расами. Представители этой расы в равной мере наделены и физической силой, и магическими способностями. Они одинаково хорошо владеют и оружием ближнего боя, и дистанционным оружием, и магическими заклинаниями.
| Ветвь развития | Первый класс               | Второй класс                                             |
| -------------- | -------------------------- | -------------------------------------------------------- |
| Физическая     | Разбойник (англ. Rogue)    | Сталкер (англ. Shadow Lord) Ассасин (англ. Assassin)     |
| Магическая     | Колдун (англ. Soul Hunter) | Чернокнижник (англ. Defiler) Некромант (англ. Dominator) |

### Ксеноа
Ксеноа не отличаются силой, зато наделены высоким интеллектом, ловкими руками и прекрасным зрением. Из-за своей физической слабости предпочитают использовать магию или дистанционные атаки. Жизненный уклад Ксеноа очень строг. Превыше всего они ценят веру, и только очень набожный ксеноанец может стать лидером расы. Ксеноа не принадлежат к тем расам, которые главенствуют в Этергии, однако они невероятно умны и считают себя выше других. Магия Ксеноа развивалась по пути защиты. Маленькие и ловкие, Ксеноа специализируются на дальних атаках, а также умеют расставлять всевозможные ловушки.
| Ветвь развития | Первый класс                    | Второй класс                                             |
| -------------- | ------------------------------- | -------------------------------------------------------- |
| Физическая     | Стрелок (англ. Hunter)          | Мститель (англ. Avenger) Рейнджер (англ. Ranger)         |
| Магическая     | Чародей (англ. Battle Magician) | Метаморф (англ. Druid) Элементалист (англ. Elementalist) |

## Критика
В зарубежной прессе игра получила 3 из 5 звезд от X-Play, рейтинг 70 % от журнала PC Gamer и 4 из 5 звезд на сайте MMOHut.
В Российской медиа упоминания об игре можно найти:
- Журнал «Мир Фантастики», номер #5 (май 2011) — «Requiem Alive» (обзор)
- Журнал «Страна Игр», номер #5/321 (май 2011) — «Requiem Online» (обзор)
- Журнал «PC Игры», номер #5 (май 2011) — «Реквием — самая кровавая онлайновая ролевая игра» (обзор)
- Канал MTV, Икона Видеоигр (29 января 2012) — подробный 30-и минутный видеообзор